# Osiedle Grunwaldzkie (Mrągowo)
Osiedle Grunwaldzkie – osiedle Mrągowa o charakterze mieszkaniowym, położone w południowej części miasta na wzgórzu między ulicami Wojska Polskiego i Kopernika a jeziorem Czos. 
Na terenie osiedla znajduje się nowoczesny kościół wraz z plebanią pw. św. Rafała Kalinowskiego wybudowany w 1998 roku. Ważnymi obiektami są tu Klub Sportowy "Baza", Zespół Szkół nr 2, urząd pocztowy i ośrodek zdrowia.
Zabudowa osiedla to:
- domy jednorodzinne z lat 30. XX w. zbudowane przez Niemców w rejonie ulicy Dziękczynnej i Grunwaldzkiej,
- czteropiętrowe bloki z lat 70. XX w.,
- szeregowce z lat 90. XX w. przy ulicy Łąkowej

Atrakcją jest plaża miejska, molo oraz promenada nad jeziorem prowadząca do centrum miasta i dalej aż do amfiteatru.